# دو بري نظري (بهمئي غرمسيري الجنوبي)
دو بري نظري (بالفارسية: دوپرنظری) هي قرية تقع في إيران في قسم بهمئي غرمسیري الجنوبي الريفي. يقدر عدد سكانها بـ 274 نسمة بحسب إحصاء 2016.